# ۲۰۹ (پیش از میلاد)
۲۰۹ (پیش از میلاد) ۲۰۹مین سال قبل از تقویم میلادی است.